# Prosenjakovci
Prosenjakovci (ung. Pártosfalva, dt. Sankt Niklas, älter auch Sankt Nikolaus) ist eine Siedlung in der Gemeinde Moravske Toplice in Slowenien.

## Geografie
Die Ortschaft Prosenjakovci mit ihren 178 Einwohnern (Stand: 2011), nimmt den nordöstlichen Teil der Gemeinde ein. Sie berührt mit ihrer Gemarkung im Osten die Grenze zu Ungarn und grenzt im Norden an die Nachbarorte Berkovci und Središče, im Westen an Selo und im Süden an Pordašinci und Čikečka vas. Das gesamte Ortsgebiet gehört zum Dreiländerpark Raab-Goričko-Őrség.
Die Siedlung (228 m ü. A.) liegt im breiten Tal des Ratkovski Baches (ung. Karkócz patak). Die Häuser des Ortskerns gruppieren sich vornehmlich um den Kreuzungspunkt der Straßen Nr. 724, Kobilje – Križevci und Nr. 725, Martjanci – Prosenjakovci – Grenzübergang – Magyarszombatfa in Ungarn.
Die Dorfflur erstreckt sich über eine Fläche von 667 ha und besitzt im Osten und Norden ausgedehnte, pilzreiche Waldreviere. Die landwirtschaftlichen Böden werden intensiv bewirtschaftet. Auf größeren Feldern werden hauptsächlich Weizen und Mais angebaut, auf kleineren, vorwiegend Kartoffeln, Buchweizen, Kürbisse für den Eigengebrauch und Futterpflanzen. An sonnigen Lagen wird Wein- und Obstbau betrieben. Oberhalb des Kobiljski Baches, am Südhang des Hügels Notranje gorice, mit 290 m ü. A. eine der höchsten Erhebungen in der Gemarkung, sind etliche größere Weingärten angelegt.

## Geschichte
Als „Proznyafalua“ wurde das Dorf erstmals im Jahre 1448 urkundlich erwähnt, damals gehörte es zur Grundherrschaft Felsőlendva (Oberlimbach, heute Grad). Für das Jahr 1452 ist der Ortsname Poroznyakfalwa überliefert und 1500 wird ein Ortsadeliger erwähnt: „Georgio Proznyak de Proznyakffalwa“. Bei einer Kirchenvisitation im Jahre 1698 durch den Archidiakon Stefan Kazó, für das Bistum Raab/Győr, wurden in „Prosznyákfa“ 25 evangelische Untertanen gezählt, die alle nach St. Nikolaus in Lak (heute Selo) eingepfarrt waren.
Im Jahre 1890 hieß das Dorf amtlich Pártosfalva und hatte 393 Einwohner: 340 Ungarn, 44 Slowenen, 8 Deutsche und eine andere Ethnie. Der Ort gehörte zum ungarischen Stuhlbezirk Muraszombat (heute Murska Sobota) der Eisenburger Gespanschaft. Bei der letzten ungarischen Volkszählung im Jahre 1910 erreichte die Siedlung mit 438 Einwohnern ihren Bevölkerungshöchststand: 380 Ungarn, 48 Slowenen und 10 Deutsche.
Der Vertrag von Trianon schlug das Dorf dem Königreich SHS zu. Für den nun amtlich Prosenjakovci genannten Ort wurden bei der ersten jugoslawischen Volkszählung am 31. Jänner 1921 folgende Daten ermittelt: 298 Ungarn, 117 Slowenen, 13 Deutsche und 7 andere Ethnien; von diesen 435 Bewohnern bekannten sich 127 zum katholischen und 308 zum evangelischen Glauben.

## Sehenswürdigkeiten

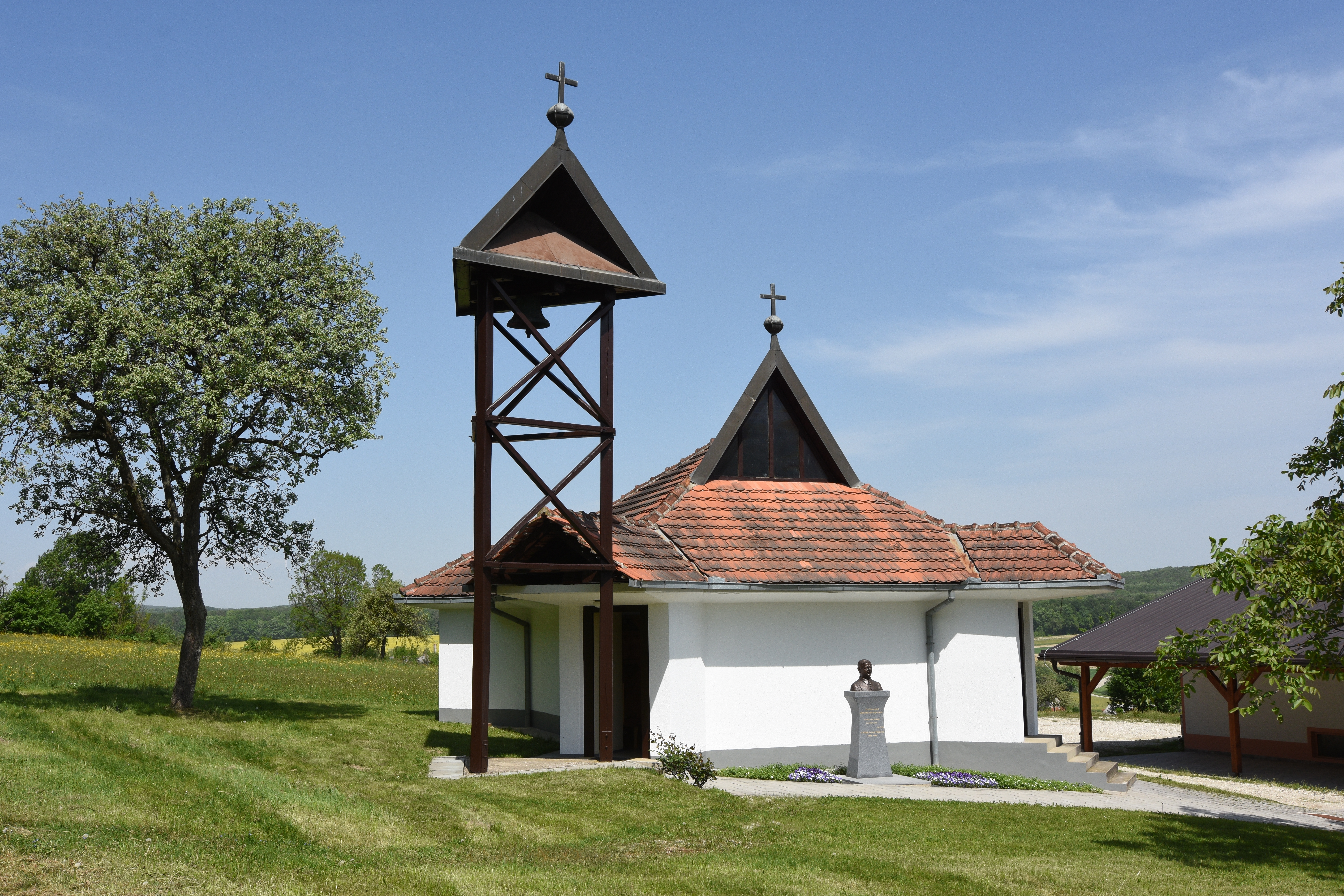
Kapelle Prosenjakovci

In einem parkähnlichen Waldstück, 400 m südöstlich des Ortskerns, steht das ruinöse Schloss Matzenau.